# 泉吉河
泉吉河也称巴哈乌兰河，蒙古语“巴哈”意为“小”，“乌兰”意为“红色”，即“小红河”之意，位于中华人民共和国青海省海北藏族自治州刚察县境内的一条河流，发源于刚察县西部的尔德公贡，蜿蜒自北向南流，下游流经青海湖北岸的湖滨滩地，河床渗漏严重，在泉吉乡东北河道分为两股，向南注入青海湖。河长65千米，流域面积567平方千米，河道平均比降17‰，年均径流量约0.24亿立方米。流域内植被良好，拥有很多优良牧场。每年6、7月，青海湖裸鲤（Gymnocypris przewalskii）进入河中产卵繁殖，场面壮观。

## 备注
1. ↑  天地图及刚察县人民政府2020年发布的《关于乌哈阿兰河、吉尔孟河等58条河流及错琼湖、塔果日湖泊岸线管理范围的公告》中称此河为“乌哈阿兰河”，疑为“巴哈乌兰河”的讹误。